# Emergency Fleet Corporation
Emergency Fleet Corporation est créée par la United States Shipping Board (parfois appelée War Shipping Board le 16 avril 1917, conformément au Merchant Marine Act de 1916, afin d'acquérir, entretenir et exploiter des navires marchands pour répondre à la défense nationale, au commerce extérieur et intérieur pendant la Première Guerre mondiale.